# Ferdinand Schmidt (Physiker)
August Ferdinand Schmidt (* 9. März 1889 in Mainz; † 21. September 1960 in Stuttgart) war ein deutscher Experimentalphysiker und Hochschullehrer.

## Leben
August Ferdinand Schmidt wurde 1889 geboren als Sohn des Proviantamtsinspektors Ferdinand Schmidt und dessen Frau Therese, geborene Mayer. In seiner Heimatstadt besuchte er bis zum Schulabschluss im Jahre 1907 das Realgymnasium. Daraufhin begann er an der Justus-Liebig-Universität Gießen ein Studium der Rechtswissenschaften. Von Oktober 1907 bis Oktober 1908 erfüllte er seine militärische Dienstpflicht beim III. Seebataillon im fernöstlichen Tsingtau. Nach seiner Rückkehr wechselte er an die Ruprecht-Karls-Universität Heidelberg zu einem Studium der Physik und Mathematik. Dort promovierte er 1913 bei Philipp Lenard mit der Dissertation Untersuchungen über die Dielektrizitätskonstanten und die aktinodielektrische Wirkung an Erdalkaliphosphoren. Wie sein Doktorvater Lenard war Schmidt ein Anhänger der sogenannten Deutschen Physik. Im Jahre 1914 heiratete er Johanna Elisa Becker.
Nach seiner ersten Habilitation 1922 wurde Schmidt an der Universität Heidelberg Privatdozent und im Jahre 1927 außerordentlicher Professor.
Nach der nationalsozialistischen Machtergreifung trat Schmidt im Mai 1933 in die NSDAP ein. 1937 wurde Schmidt planmäßiger außerordentlicher Professor. Unter anderem war er als Betreuer des physikalischen Praktikums und der wissenschaftlichen Arbeiten des Physikernachwuchses tätig. Ferdinand Schmidt strebte eine Ausgliederung eines „Instituts für Wehrphysik“ aus dem physikalischen Institut an.
Im Jahre 1938 wechselte Schmidt an die Technische Hochschule Stuttgart, wo er auf Empfehlung seines Doktorvaters Lenard Nachfolger des im Vorjahr amtsenthobenen Erich Regener am Physikalischen Institut wurde. Lenard hatte 1936 ein vierbändiges Lehrbuch unter dem Titel Deutsche Physik veröffentlicht, zur Darstellung seiner eigenen Auffassungen über Physik. Im Jahre 1940 wurde Schmidt ordentlicher Professor. Im gleichen Jahr scheiterte der überschaubare Kreis der Anhänger der „Deutschen Physik“ bei dem im November 1940 an der Ludwig-Maximilians-Universität München ausgetragenen Physiker-Streit mit dem Versuch, diese als anerkannte Physik-Auffassung durchzusetzen.
Nach Ende des Zweiten Weltkrieges 1945 wurde Ferdinand Schmidt zeitweilig amtsenthoben, aber nach Wiedereinsetzung erneut als ordentlicher Professor an der Technischen Hochschule Stuttgart tätig. Im Jahre 1948 ging er in den Ruhestand.
Ferdinand Schmidt starb am 21. September 1960 in Stuttgart.

## Forschung und Schaffen
Schmidts Hauptarbeitsgebiet waren Leuchtstoffe, die mit Elektronenstrahlen angeregt werden und die zugrundeliegende Atomphysik und Spektroskopie.

## Publikationen
- Untersuchungen über die Dielektrizitätskonstanten und die aktinodielektrische Wirkung an Erdalkaliphosphoren, Dissertation, 1913. Auszug.
- Messungen der Temperaturänderung von Dielektrizitätskonstanten, in: Annalen der Physik, Heft 10, 1914.
- Über die aktinodielektrische Wirkung, in: Annalen der Physik, Heft 11, 1914.
- Die Erdalkalisauerstoffphosphore, in: Annalen der Physik, Heft 19, 1920.
- Über die Dielektrizitätskonstanten der Phosphore und die absoluten Wellenlängen ihrer Dauererregungsverteilungen, in: Annalen der Physik, Heft 8, 1921.
- Über das Leuchten der Phosphore in hohen elektrischen Feldern,  in: Annalen der Physik, Heft 3, 1923.
- Zur Kenntnis der Absorptionskantenserien der Phosphore, in: Annalen der Physik, Heft 12, 1924.
- Neue Untersuchungen über die zeitliche Änderung der Spannung reiner Wasseroberflächen in: Annalen der Physik, Heft 5, 1926. Zus. m. Hans Steyer.
- Untersuchungen über die Gültigkeit der Stokesschen Regel bei Phosphoren, in: Annalen der Physik, Heft 2, 1927. Zus. m. Wilhelm Zimmermann.
- Bandenarten und Absorptionskantenserien der Erdalkaliphosphore, in: Annalen der Physik, Heft 10, 1927.
- Phosphoreszenz und Fluoreszenz, zus. mit Philipp Lenard u. Rudolf Tomaschek, in: Handbuch der Experimentalphysik Bd. 23. 1. Teil, hrsg. von Wilhelm Wien, Akademische Verlagsgesellschaft, Leipzig, 1928.
- Die spektralen Erregungsverteilungen der Phosphoreszenzbanden bei verschiedenen Temperaturen,  in: Annalen der Physik, Heft 8, 1930.
- Zur Analyse der Bandenspektren der Lenardphosphore, in: Annalen der Physik, Heft 2, 1932.
- Die von einer Lenard-Fensterröhre mit Platinansatz ausgehenden Röntgenstrahlen, in: Physikalische Zeitschrift, 36, 1935.